# Campionati dei Quattro continenti di pattinaggio di figura 2015
I Campionati dei Quattro continenti di pattinaggio di figura 2015 sono una competizione di pattinaggio di figura, valida per la stagione 2014-2015. 
Il condorso si terrà a febbraio 2015 a Seul, Corea del Sud. Le medaglie sono assegnate nelle discipline del singolo maschile, singolo donne, coppie e danza su ghiaccio. Il nome dell'evento si riferisce alle Americhe, Asia, Africa e Oceania, che sono i quattro continenti rappresentanti gli anelli olimpici esclusa l'Europa.

## Qualificazioni
Sono stati ammessi i pattinatori non europei che hanno compiuto 15 anni entro il 1º luglio 2014.
Le Associazioni Nazionali selezionano i partecipanti secondo i propri criteri ma valgono le regole ISU che i loro atleti debbano aver conseguito il punteggio tecnico minimo richiesto ad un evento internazionale prima dei Campionati dei Quattro continenti, al fine di essere ammessi a partecipare a questo evento.
L'evento sarà determinante per il numero di partecipanti che ogni paese potrà inviare ai Campionati dei Quattro continenti 2016.